# El Superbeasto
El Superbeasto (OT: The Haunted World of El Superbeasto) ist ein US-amerikanischer Zeichentrickfilm von Rob Zombie aus dem Jahr 2009.

## Handlung
Der Film handelt von den Abenteuern des Ex-Wrestlers und Regisseurs El Superbeasto und seiner Schwester Suzi X. Während Suzi X gegen Zombie-Nazis unter Kommandeur Hess kämpft, vertreibt sich El Superbeasto Zeit mit dem Dreh von Pornofilmen und Müßiggang. In einer Striptease-Bar lernt er die Stripperin Velvet von Black kennen, in die er sich verliebt. Doch sie trägt das Mal des Teufels und so ist Dr. Satan hinter ihr her. Denn der kleine Teufel kann nur zur Höllenkraft kommen, wenn er die Frau ehelicht.
Dr. Satan lässt schließlich Velvet entführen und El Superbeasto bittet seine Schwester bei der Verfolgung um Hilfe. El Superbeasto dringt bis zur Festung vor, wird jedoch gefangen genommen. Er erkennt in Dr. Satan einen alten Mitschüler, den er früher gehänselt hat. Schließlich wird er in ein Verlies gesperrt, aus dem ihm jedoch die Flucht gelingt. Währenddessen kämpft sich Suzi X durch Zombiehorden.
Beide erreichen schließlich die Hochzeit und versuchen das Ja-Wort zu verhindern. Doch El Superbeasto verpasst den Einsatz. Als er Dr. Satan schließlich mit Blut übergießt, ist es zu spät. Dr. Satan wird zu einem monströsen, bösen Teufel, der nun Suzi entführt. Es kommt zu einer Konfrontation aller Beteiligten, an deren Ende Dr. Satan Velvet von Black zertritt und damit den Fluch rückgängig macht. El Superbeasto besiegt den kleinen Teufel, in dem er ihn in School-Bully-Manier abfertigt.

## Synchronisation
| Rolle               | Originalsprecher  | Deutsche Synchronisation |
| ------------------- | ----------------- | ------------------------ |
| El Superbeasto      | Tom Papa          | Oliver Kalkofe           |
| Suzi X              | Sheri Moon Zombie | Martina Hill             |
| Dr. Satan           | Paul Giamatti     | Michael Pan              |
| Murray, der Roboter | Brian Posehn      | Christian Gaul           |
| Velvet von Black    | Rosario Dawson    | Claudia Kleiber          |
| Kommandant Hess     | Rob Paulsen       | Michael Bauer            |

## Hintergrund
El Superbeasto basiert auf Rob Zombie’s Spookshow International, einer Comicreihe von Rob Zombie, in der er verschiedene Filmcharaktere, wie Captain Spaulding (aus Haus der 1000 Leichen und The Devil’s Rejects), aber auch originäre Charaktere vorkommen lässt. Der Film ist voller Anspielungen auf Genrefilmen der Kategorie Horror. So ist die Hochzeitssequenz von Carrie – Des Satans jüngste Tochter beeinflusst und der riesenhafte Dr. Satan zeigt Szenen aus King Kong und die weiße Frau. Auch Personen aus Rob Zombies Filmen sind zu sehen, so neben Captain Spaulding auch Michael Myers aus Halloween. Die Stimme von Suzi X übernahm Zombies Frau Sheri Moon Zombie.
In der deutschsprachigen Version übernahm Martina Hill (Switch reloaded) die Stimme von Suzi X. Die Hauptrolle sprach Oliver Kalkofe. Die deutsche Version erschien 2009 bei Sunfilm als normale Kaufversion und als limitierte Pop-up-Edition. Im deutschen Fernsehen lief der Film am 19. März 2011 auf dem Pay-TV-Sender Animax.

## Kritik
Die Zeichentricktechnik ist von Ralph Bakshi beeinflusst, der zum Teil sehr schwarze Humor von Ren & Stimpy. Für viele Kritiker blieb der Film hinter seinen Erwartungen zurück. So urteilte TV-Kult.com:

„Im Grunde reihen sich in nicht besonders angenehmem Tempo prollige Sprüche, nackte Brüste, sexuelle Anspielungen, Fäkalsprache und überdrehte Gewalt aneinander. Natürlich könnte das alles völlig genial funktionieren, doch leider gibt man sich keine Mühe, ein gutes Timing und eine ansprechende Dosierung der Zutaten zu erreichen. Stattdessen wird dem Zuschauer immer volles Rohr die ganze Packung ‚El Superbeasto‘ aufs Brot geschmiert.“